# Bernard Lewinsky
Bernard Salomon Lewinsky (San Salvador, 10 de enero de 1943) es un médico, investigador y fotógrafo estadounidense de origen judío alemán nacido en El Salvador. Es conocido por ser el padre de Monica Lewinsky y haberle organizado un fondo de defensa legal durante la investigación sobre su relación con el presidente Bill Clinton.

## Primeros años
Lewinsky nació en San Salvador en 1943. Los padres de Lewinsky, Susi y George Lewinsky, eran judíos alemanes que abandonaron Alemania en la década de 1920 y se establecieron en El Salvador. Su madre era de Hamburgo. Ambos estaban muy involucrados en las artes, siendo su madre pintora de paisajes y su padre violinista. Durante su infancia, Lewinsky se interesó por la fotografía, pero después de que la familia se mudara a los Estados Unidos en 1957 cuando tenía 14 años, se dedicó a la medicina. Su interés por la fotografía se renovó en 1987, cuando comenzó a usar fotografías en su práctica de radiología ya asistir a talleres de fotografía. En 1976, se unió al Templo del Sinaí.
Lewinsky asistió a la Universidad de California en Berkeley, obteniendo una licenciatura en ciencias en biología. Luego asistió a la Universidad de Oregón para obtener una Maestría en Ciencias en biología en 1965. Finalmente, recibió su título de médico en 1969 en la Universidad de California en Irvine. Su pasantía médica fue en Los Angeles County+USC Medical Center. Luego pasó dos años en el ejército como Jefe de Servicios de Radioterapia en el Letterman Army Hospital, por lo que recibió una Medalla de elogio. Después de completar su educación y capacitación, comenzó a trabajar en 1977 en Western Tumor Medical Group como asistente junior. En 1978, Lewinsky se convirtió en socio del grupo. Ese mismo año, ayudó a abrir una nueva instalación en West Hills y en 1990 otra instalación en Valencia. Ha trabajado con el grupo desde entonces, convirtiéndose en su presidente en 1994. Después de que los otros socios vendieran sus participaciones a Lewinsky, se convirtió en propietario único.

## Carrera

### Medicina
Lewinsky es un radioncólogo certificado por la junta que se encuentra entre el 15% superior de los investigadores de cáncer de mama en términos de volumen de publicación, según Vitals.com. Es el presidente y propietario del Centro de Terapia de Radiación de West Hills. Lewinsky es miembro del Colegio Americano de Radiología y también forma parte del Consejo Asesor Médico de The Wellness Community Valley/Ventura, una organización de apoyo al cáncer.
Estudió tratamientos no quirúrgicos contra el cáncer que tienen como objetivo reducir la cantidad de tratamientos que reciben los pacientes. También se asoció con un oncólogo veterinario para ayudar a tratar animales con cáncer. Lewinsky ha publicado una serie de artículos médicos en colaboración con varios otros científicos que se centran en el cáncer de mama. También ha sido publicado en varios libros de texto.
Su primer trabajo en oncología fue una residencia en el Hospital Mount Zion en San Francisco, California.

### Fotografía
Lewinsky también es un fotógrafo consumado. Sus fotografías se exhiben en una "galería de arte curativo" en el centro de radioterapia de West Hills, además de 20 consultorios médicos en todo Estados Unidos. Lewinsky ha publicado un libro de sus fotografías titulado Nature - Our Healing Partner que está dirigido principalmente a sus pacientes. Las ganancias de su venta benefician a la Sociedad Americana del Cáncer. En enero de 2002, varias de sus obras se presentaron en la Galería G. Ray Hawkins en una exhibición titulada "Las artes curativas". Dividido en dos partes, una "centrada completamente en el trabajo que Lewinsky ha realizado para su centro de tratamiento", mientras que la segunda presentaba "trabajo prestado de hospitales de todo el país".
Asistió a talleres de fotógrafos famosos como Howard Bond, John Sexton, Ray McSavaney y Tom Morse. Lewinsky ha declarado que uno cuya fotografía intentó emular en sus primeros esfuerzos fue Ansel Adams.

## Vida personal
Lewinsky se casó con Marcia Kaye Vilensky (nacida en 1949), su primera esposa, en 1969. Tuvieron dos hijos: Mónica, en 1973, y Michael, en 1977. La pareja se divorció en 1987.
De 1995 a 1997, su hija Mónica estuvo involucrada en una relación sentimental con Bill Clinton. Lewinsky organizó un fondo de defensa legal para su hija y lo anunció en el Today Show. En una entrevista de CNN de 1998, describió al abogado defensor de Monica, William H. Ginsburg, como un "amigo cercano" y se pronunció en contra del escrutinio del gobierno y los medios sobre su hija.

## Otras lecturas
- Senofsky, Greg; Hartman, Lauren (2002). The patient's guide to outstanding breast cancer care. Perigee Books. p. xiii. ISBN 9780399528118. Consultado el 5 de junio de 2011.